# GAME (L⇔Rの曲)
「GAME」（ゲーム）は、1996年1月19日にポニーキャニオンより発売されたL⇔Rの10枚目のシングル。

## 概要
- アルバム『Let me Roll it!』からの、リカット・シングル。
- 1995年10月発売のシングル『BYE』、11月の『DAY BY DAY』、12月リリースのアルバム『Let me Roll it!』に次いで４か月連続でのCDリリースとなった。

## 収録曲
1. GAME (3:59)
作詞・作曲:黒沢健一
  - 「CDTV」1996年1月期オープニング曲。
  - アルバムからのリカットという事もあり、当人たちがTV番組などに出演して歌唱することはなかったが、当時放送中であった日本テレビ系音楽番組『THE夜もヒッパレ』において3週[1]にわたってランク入りし、8位、6位と順位を上げ3週目に1位を獲得している[2]。
  - アルバムではJack Joseph Puigがミックスを手掛けたが、シングル版では山内義隆がミックスを担当しており、アウトロのリフレインが短くなっている。
2. Good Morning Tonight (3:29)
作詞:Brian Peck、作曲:黒沢秀樹

## 収録アルバム
- Let me Roll it! (#1)
- Singles&More Vol.2 (#1)
- プラチナムベスト L⇔R (#1)